# Campeonato de Primera B 2009-10 (Argentina)
El Campeonato de Primera B 2009-10 (oficialmente y por motivos de patrocinio Primera B Efectivo Sí) fue la septuagésima séptima edición del campeonato de la Primera B de Argentina y la vigésimo cuarta como tercera categoría del fútbol argentino.
Con nuevos participantes: el ascendido Club Atlético Villa San Carlos y los descendidos Club Atlético Los Andes y el Club Almagro y tres que ya no están: Sportivo Italiano y Deportivo Merlo que ascendieron a la B Nacional y Talleres (RE) que bajó a la Primera C, son 21 equipos que buscan llegar a la segunda categoría del fútbol argentino. El torneo comenzó el 7 de agosto y finalizó el 15 de mayo de 2010. El campeón fue Almirante Brown, con 77 puntos finales ascendiendo para jugar en la Primera B Nacional 2010-11, no hubo ascensos por medio de la promoción, y el único equipo descendido fue el Club Atlético Central Córdoba de Rosario.

## Ascensos y descensos
| Posición | Descendido de la Primera B 2008-09 |
| -------- | ---------------------------------- |
| 21.º     | Talleres (RE)                      |

| Posición | Ascendido de la Primera C 2008-09 |
| -------- | --------------------------------- |
| 1.º      | Villa San Carlos                  |

| Posición  | Ascendidos a la Primera B Nacional 2009-10 |
| --------- | ------------------------------------------ |
| 1.º       | Sportivo Italiano                          |
| Promoción | Deportivo Merlo                            |

| Posición | Descendidos de la Primera B Nacional 2008-09 |
| -------- | -------------------------------------------- |
| 17.º     | Los Andes                                    |
| 19.º     | Almagro                                      |

## Equipos participantes
| Equipo                 | Localidad           | Estadio                      | Capacidad |
| ---------------------- | ------------------- | ---------------------------- | --------- |
| Acassuso               | Boulogne            | La Quema                     | 800       |
| Almagro                | José Ingenieros     | Tres de Febrero              | 19 000    |
| Almirante Brown        | San Justo           | Fragata Presidente Sarmiento | 18 000    |
| Atlanta                | Buenos Aires        | Don León Kolbovsky           | 14 000    |
| Brown de Adrogué       | Adrogué             | Lorenzo Arandilla            | 4500      |
| Central Córdoba (R)    | Rosario             | Gabino Sosa                  | 10 000    |
| Colegiales             | Munro               | Libertarios Unidos           | 6000      |
| Comunicaciones         | Buenos Aires        | Alfredo Ramos                | 3500      |
| Defensores de Belgrano | Buenos Aires        | Juan Pasquale                | 10 000    |
| Deportivo Armenio      | Ingeniero Maschwitz | Armenia                      | 10 500    |
| Social Español         | Buenos Aires        | Nueva España                 | 32 500    |
| Deportivo Morón        | Morón               | Nuevo Francisco Urbano       | 32 000    |
| Estudiantes            | Caseros             | Ciudad de Caseros            | 16 740    |
| Flandria               | Jáuregui            | Carlos V                     | 5000      |
| Los Andes              | Lomas de Zamora     | Eduardo Gallardón            | 36 500    |
| Nueva Chicago          | Buenos Aires        | Nueva Chicago                | 25 000    |
| San Telmo              | Dock Sud            | Dr. Osvaldo Baletto          | 5500      |
| Sarmiento              | Junín               | Eva Perón                    | 23 000    |
| Temperley              | Turdera             | Alfredo Beranger             | 22 000    |
| Tristán Suárez         | Tristán Suárez      | 20 de Octubre                | 15 000    |
| Villa San Carlos       | Berisso             | Genacio Sálice               | 4000      |

| 1. |

### Distribución geográfica de los equipos
| Región                                   | Cant. | Equipos |
| ---------------------------------------- | ----- | --- |
| Conurbano bonaerense                     | 12    | Acassuso, Almagro, Almirante Brown, Brown de Adrogué, Colegiales, Deportivo Armenio, Deportivo Morón, Estudiantes (BA), Los Andes, San Telmo, Temperley y Tristán Suárez |
| Ciudad de Buenos Aires                   | 5     | Atlanta, Comunicaciones, Defensores de Belgrano, Deportivo Español y Nueva Chicago                                                                                       |
| Interior de la provincia de Buenos Aires | 2     | Flandria y Sarmiento |
| Ciudad de Rosario                        | 1     | Central Córdoba |
| Gran La Plata                            | 1     | Villa San Carlos |

## Formato

### Competición
Se disputó un torneo de 42 fechas por el sistema de todos contra todos, ida y vuelta, quedando un equipo libre por fecha.

### Ascensos
El equipo que más puntos obtuvo se consagró campeón y ascendió directamente. Los equipos ubicados entre el segundo y el quinto puesto de la tabla de posiciones final clasificaron al Torneo reducido, cuyo ganador disputó la promoción contra un equipo de la Primera B Nacional.

### Descensos
El equipo que al finalizar la temporada ocupó el último lugar de la tabla de promedios descendió a la Primera C, mientras que el que obtuvo el segundo peor promedio debió disputar una promoción ante un club de esa categoría.

## Tabla de posiciones final
|  |     | Equipo                 | Pts | PJ | G  | E  | P  | GF | GC | Dif |
|  | --- | ---------------------- | --- | -- | -- | -- | -- | -- | -- | --- |
|  | 1.  | Almirante Brown        | 77  | 40 | 22 | 11 | 7  | 49 | 30 | 19  |
|  | 2.  | Sarmiento              | 75  | 40 | 20 | 15 | 5  | 56 | 26 | 30  |
|  | 3.  | Tristán Suárez         | 62  | 40 | 14 | 20 | 6  | 40 | 32 | 8   |
|  | 4.  | Estudiantes            | 61  | 40 | 16 | 13 | 11 | 52 | 40 | 12  |
|  | 5.  | Colegiales             | 61  | 40 | 16 | 13 | 11 | 44 | 40 | 4   |
|  | 6.  | Los Andes              | 60  | 40 | 15 | 15 | 10 | 41 | 35 | 6   |
|  | 7.  | Atlanta                | 58  | 40 | 15 | 13 | 12 | 38 | 27 | 11  |
|  | 8.  | Temperley              | 56  | 40 | 14 | 14 | 12 | 36 | 31 | 5   |
|  | 9.  | Acassuso               | 55  | 40 | 12 | 19 | 9  | 44 | 37 | 7   |
|  | 10. | Defensores de Belgrano | 55  | 40 | 12 | 19 | 9  | 41 | 35 | 6   |
|  | 11. | San Telmo              | 54  | 40 | 13 | 15 | 12 | 31 | 25 | 6   |
|  | 12. | Brown                  | 54  | 40 | 14 | 12 | 14 | 45 | 46 | -1  |
|  | 13. | Nueva Chicago          | 51  | 40 | 13 | 12 | 15 | 34 | 35 | -1  |
|  | 14. | Villa San Carlos       | 48  | 40 | 11 | 15 | 14 | 43 | 49 | -6  |
|  | 15. | Deportivo Morón        | 47  | 40 | 10 | 17 | 13 | 36 | 34 | 2   |
|  | 16. | Flandria               | 47  | 40 | 12 | 11 | 17 | 48 | 55 | -7  |
|  | 17. | Social Español         | 44  | 40 | 11 | 11 | 18 | 36 | 47 | -11 |
|  | 18. | Almagro                | 44  | 40 | 10 | 14 | 16 | 29 | 42 | -13 |
|  | 19. | Deportivo Armenio      | 38  | 40 | 7  | 17 | 16 | 29 | 44 | -15 |
|  | 20. | Comunicaciones         | 35  | 40 | 9  | 8  | 23 | 34 | 54 | -20 |
|  | 21. | Central Córdoba        | 30  | 40 | 6  | 12 | 22 | 22 | 64 | -42 |

|  | Campeón. Ascendió a la Primera B Nacional 2010/11.                                            |
|  | Ganador del torneo reducido. Jugó la promoción para ascender a la Primera B Nacional 2010/11. |
|  | Participaron del torneo reducido.                                                             |

## Tabla de promedios
| Pos. | Equipo                 | PJ  | 2007-08 | 2008-09 | 2009-10 | Total | Promedio |
| ---- | ---------------------- | --- | ------- | ------- | ------- | ----- | -------- |
| 1    | Almirante Brown        | 80  | 0       | 55      | 77      | 132   | 1,650    |
| 2    | Sarmiento (J)          | 120 | 57      | 64      | 75      | 196   | 1,633    |
| 3    | Los Andes              | 80  | 64      | 0       | 60      | 124   | 1,550    |
| 4    | Colegiales             | 80  | 0       | 62      | 61      | 123   | 1,537    |
| 5    | Atlanta                | 120 | 67      | 57      | 58      | 182   | 1,516    |
| 6    | Deportivo Morón        | 120 | 70      | 63      | 47      | 180   | 1,500    |
| 7    | Nueva Chicago          | 80  | 0       | 67      | 51      | 118   | 1,475    |
| 8    | Estudiantes (BA)       | 120 | 54      | 60      | 61      | 175   | 1,458    |
| 9    | Temperley              | 120 | 52      | 59      | 56      | 167   | 1,391    |
| 10   | Brown de Adrogué       | 120 | 60      | 47      | 54      | 161   | 1,341    |
| 11   | Tristán Suárez         | 120 | 54      | 43      | 62      | 159   | 1,325    |
| 12   | Defensores de Belgrano | 120 | 43      | 59      | 55      | 157   | 1,308    |
| 13   | Acassuso               | 120 | 44      | 53      | 55      | 152   | 1,256    |
| 14   | Comunicaciones         | 120 | 63      | 47      | 35      | 145   | 1,208    |
| 15   | Villa San Carlos       | 40  | 0       | 0       | 48      | 48    | 1,200    |
| 16   | Social Español         | 120 | 46      | 47      | 44      | 137   | 1,141    |
| 17   | Deportivo Armenio      | 120 | 61      | 38      | 38      | 137   | 1,141    |
| 18   | Flandria               | 120 | 49      | 40      | 47      | 136   | 1,133    |
| 19   | San Telmo              | 120 | 35      | 44      | 54      | 133   | 1,108    |
| 20   | Almagro                | 40  | 0       | 0       | 44      | 44    | 1,100    |
| 21   | Central Córdoba        | 120 | 50      | 28      | 30      | 108   | 0,900    |

|  | Jugará la Promoción con el ganador del reducido de la Primera C. |
|  | Descendió directamente a la Primera C.                           |

Fuente: Solo Ascenso - Promedios AFA - Primera B (desactualizado)

## Torneo reducido
Nota: Los equipos ubicados desde el 2.º lugar hasta el 5.º lugar participan del torneo reducido, el ganador participa de la promoción por el ascenso a la B Nacional.
|  | Semifinales      | Semifinales    |   |  | Final     | Final |  |
|  |                  |                |   |  |           |       |  |
|  | 11 de mayo       |                |   |  |           |       |  |
|  | Sarmiento        | 2              |   |  |           |       |  |
|  | Colegiales       | 1              |   |  |           |       |  |
|  |                  |                |   |  |           |       |  |
|  |                  |                |   |  |           |       |  |
|  |                  |                |   |  | Sarmiento | 0     |  |
|  |                  | Tristán Suárez | 0 |  |           |       |  |
|  |                  |                |   |  |           |       |  |
|  |                  |                |   |  |           |       |  |
|  |                  |                |   |  |           |       |  |
|  | 11 de mayo       |                |   |  |           |       |  |
|  | Tristán Suárez   | 1              |   |  |           |       |  |
|  | Estudiantes (BA) | 0              |   |  |           |       |  |

Fuente:

## Promociones

### Promoción Primera B Nacional - Primera B
| Sarmiento de Junín | 0 - 1 | Deportivo Merlo    | Eva Perón | 18 de mayo de 2010 | 15:00 |
| Deportivo Merlo    | 1 - 0 | Sarmiento de Junín | Armenia   | 22 de mayo de 2010 | 15:00 |

Deportivo Merlo se mantiene en la Primera B Nacional.
Sarmiento se mantiene en la Primera B.

### Promoción Primera B - Primera C
| Talleres (RE) | 0 - 3 | Almagro       | Talleres de Remedios de Escalada | 18 de mayo | 13:00 |
| Almagro       | 1 - 0 | Talleres (RE) | 3 de febrero                     | 22 de mayo | 12:30 |

Almagro se mantiene en la Primera B.
Talleres (RE) se mantiene en la Primera C.

## Goleadores
| Bandera de Argentina                                                         | Luciano Lo Bianco    | 19 | Sarmiento de Junín    |
| Bandera de Argentina                                                         | Daniel Bazán Vera    | 15 | Almirante Brown       |
| Bandera de Argentina                                                         | Abel Soriano         | 14 | Deportivo Español     |
| Bandera de Argentina                                                         | Emmanuel De Porras   | 13 | Flandria              |
| Bandera de Argentina                                                         | César Lammana        | 12 | Estudiantes (Bs. As.) |
| Bandera de Argentina                                                         | Fernando Pasquinelli | 12 | Sarmiento de Junín    |
| Fuente: AFA - Goleadores de Primera B Solo Ascenso - Goleadores de Primera B |                      |    |                       |

## Campeón
| Almirante Brown |

## Temporadas disputadas
| Campeonatos disputados            | Campeonatos disputados  | Campeonatos disputados  |
| Campeonato de Primera B           | Campeonato de Primera B | Campeonato de Primera B |
| --------------------------------- | ----------------------- | ----------------------- |
| Campeonato 1986/87                | Campeonato 1989/90      | Campeonato 1992/93      |
| Campeonato 1987/88                | Campeonato 1990/91      |                         |
| Campeonato 1988/89                | Campeonato 1991/92      |                         |
| Torneo Apertura y Torneo Clausura |                         |                         |
| Apertura 1993                     | Apertura 1995           | Apertura 1997           |
| Clausura 1994                     | Clausura 1996           | Clausura 1998           |
| Apertura 1994                     | Apertura 1996           | Apertura 1998           |
| Clausura 1995                     | Clausura 1997           | Clausura 1999           |
| Campeonato de Primera B           |                         |                         |
| Campeonato 1999/00                | Campeonato 2000/01      | Campeonato 2001/02      |
| Torneo Apertura y Torneo Clausura |                         |                         |
| Apertura 2002                     | Apertura 2004           | Apertura 2006           |
| Clausura 2003                     | Clausura 2005           | Clausura 2007           |
| Apertura 2003                     | Apertura 2005           |                         |
| Clausura 2004                     | Clausura 2006           |                         |
| Campeonato de Primera B           |                         |                         |
| Campeonato 2007/08                | Campeonato 2010/11      | Campeonato 2013/14      |
| Campeonato 2008/09                | Campeonato 2011/12      |                         |
| Campeonato 2009/10                | Campeonato 2012/13      |                         |